# Luc-sur-Mer
Pour les articles homonymes, voir Luc.
Luc-sur-Mer est une commune française située dans le département du Calvados en région Normandie, peuplée de 3 295 habitants.

## Géographie

### Localisation
La commune de Luc-sur-Mer se situe au sud de la baie de Seine, au cœur de la Côte de Nacre, aux confins nord du Bessin et de la plaine de Caen, au nord du Calvados. Son bourg est à 2,5 km au nord-est de Douvres-la-Délivrande, à 9 km au nord-ouest d'Ouistreham et à 15 km au nord de Caen. Le territoire communal est au croisement de trois unités paysagères : un espace littoral et balnéaire, un espace rural et un espace périurbain.
Le point culminant (33 m) se situe en limite sud, près du lieu-dit le Bout Varin. Bien que la commune soit littorale, l'IGN considère que le point le plus bas est à 4 m correspondant à la hauteur de digue.

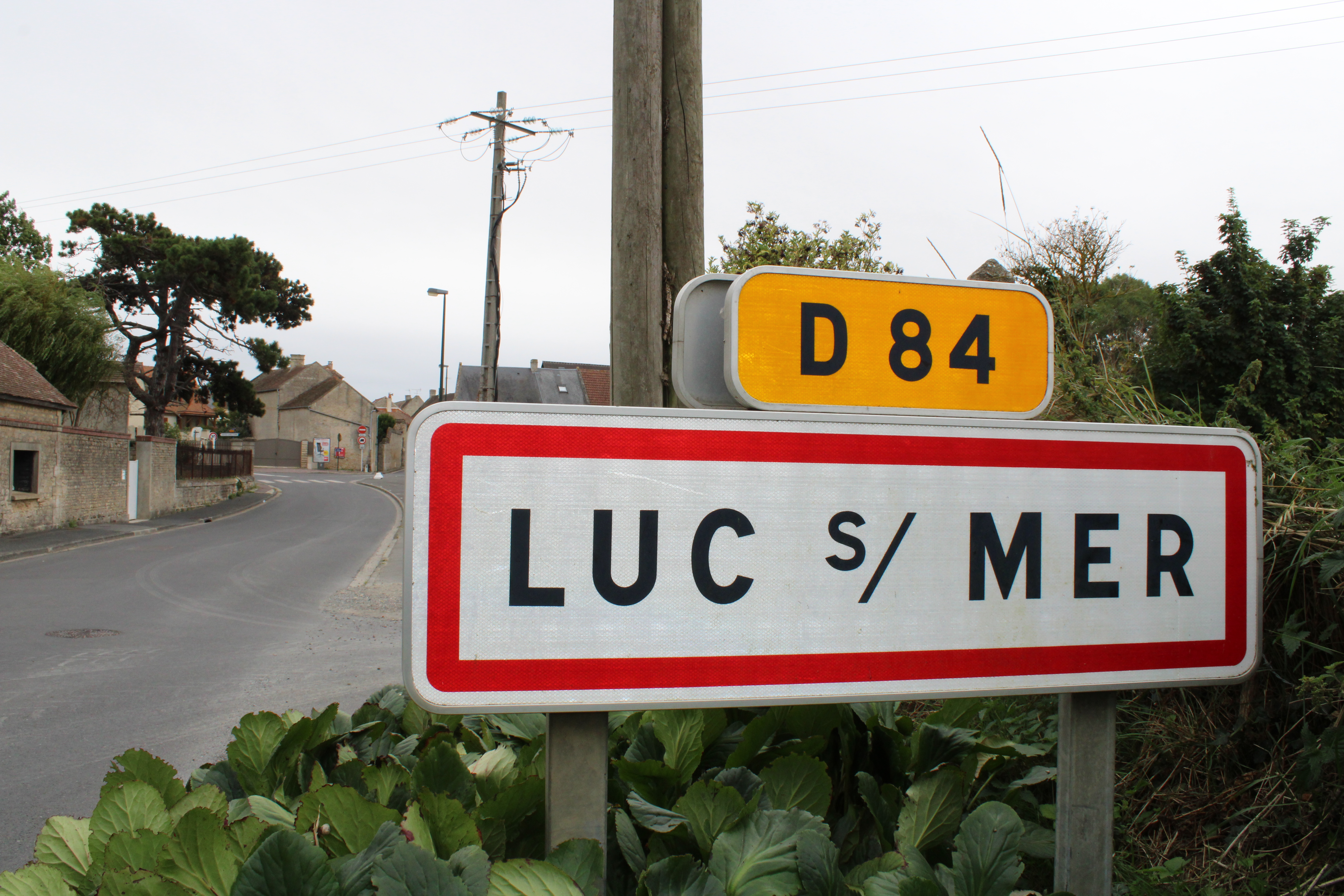
Entrée de la ville.

| Langrune-sur-Mer      | Mer de la Manche | Mer de la Manche |
| Langrune-sur-Mer      | Luc-sur-Mer      | Lion-sur-Mer     |
| Douvres-la-Délivrande | Cresserons       | Lion-sur-Mer     |

### Environnement
La biodiversité marine a été suivie sur ce secteur par de nombreux universitaires depuis plusieurs décennies. Elle était élevée, mais est en déclin. Les bioindicateurs d'eutrophisation et de dégradation de la qualité des habitats se font plus nombreux. 
À l'est de Luc-sur-Mer, la coupure naturelle de Lion/Luc est intégrée au réseau des espaces naturels sensibles du département du Calvados.  
Dans le même secteur, les falaises à confessionnaux relèvent d'une formation géologique fossilifère unique dans le nord de la France, les calcaires du Bathonien supérieur (Jurassique moyen; environ 166 millions d'années); site classé en 1976, les falaises sont toutefois très dégradées aujourd'hui, du fait des aménagements urbains. 

### Hydrographie
La commune est située dans le bassin Seine-Normandie. Elle est drainée par la Capricieuse,.

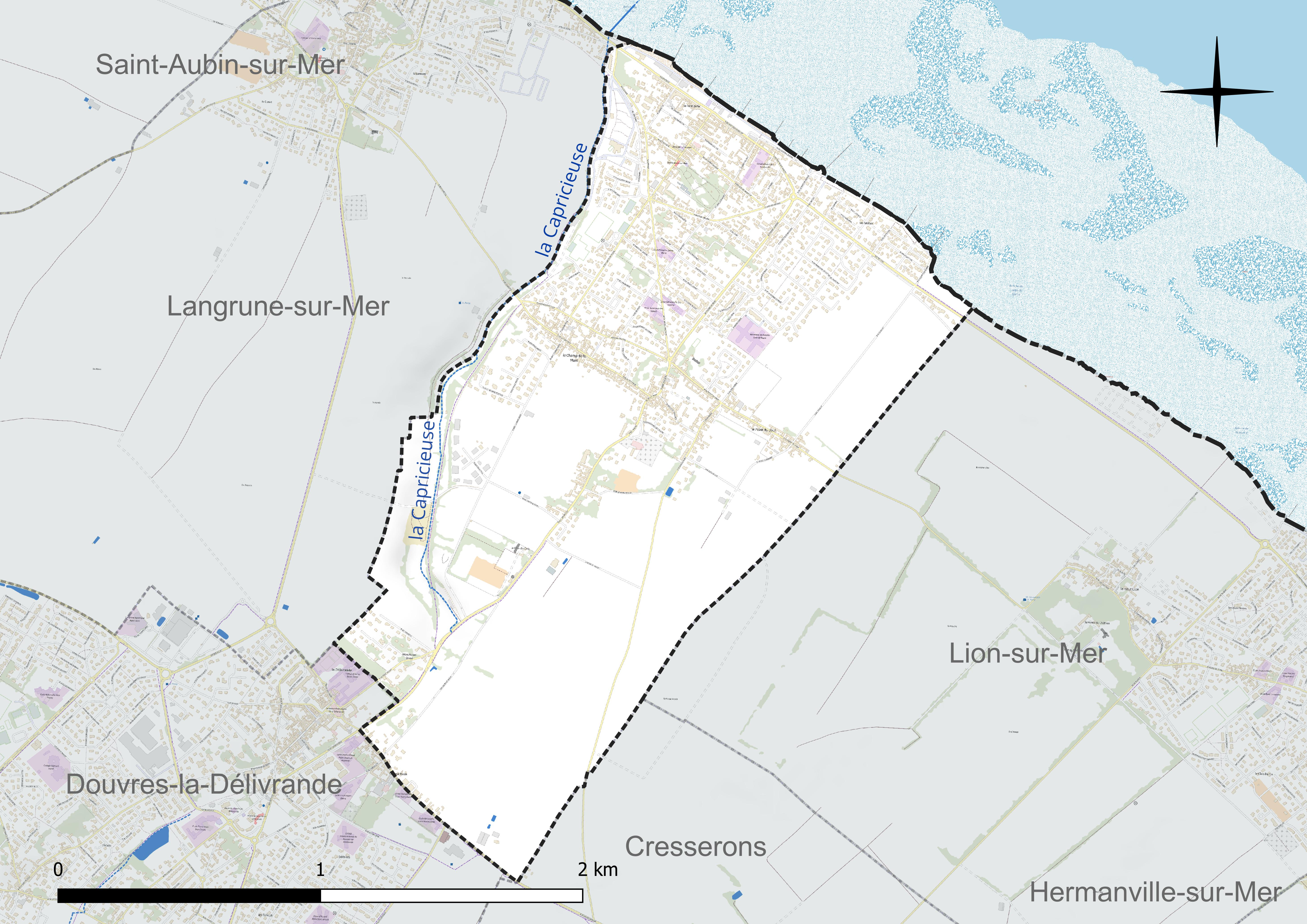
Réseau hydrographique de Luc-sur-Mer.

### Climat
Pour des articles plus généraux, voir Climat de la Normandie et Climat du Calvados.
En 2010, le climat de la commune est de type climat océanique franc, selon une étude du CNRS s'appuyant sur une série de données couvrant la période 1971-2000. En 2020, Météo-France publie une typologie des climats de la France métropolitaine dans laquelle la commune est exposée à un climat océanique et est dans la région climatique  Normandie (Cotentin, Orne), caractérisée par une pluviométrie relativement élevée (850 mm/a) et un été frais (15,5 °C) et venté. Parallèlement le GIEC normand, un groupe régional d'experts sur le climat, différencie quant à lui, dans une étude de 2020, trois grands types de climats pour la région Normandie, nuancés à une échelle plus fine par les facteurs géographiques locaux. La commune est, selon ce zonage, exposée à un « climat des plateaux abrités », correspondant à la plaine agricole de Caen à Falaise, sous le vent des collines de Normandie et proche de la mer, se caractérisant par une pluviométrie et des contraintes thermiques modérées.
Pour la période 1971-2000, la température annuelle moyenne est de 11 °C, avec  une amplitude thermique annuelle de 11,8 °C. Le cumul annuel moyen de précipitations est de 671 mm, avec 11,6 jours de précipitations en janvier et 7,1 jours en juillet. Pour la période 1991-2020, la température moyenne annuelle observée sur la station météorologique la plus proche, située sur la commune de Bernières-sur-Mer à 5 km à vol d'oiseau, est de 11,7 °C et le cumul annuel moyen de précipitations est de 695,0 mm,. Pour l'avenir, les paramètres climatiques de la commune estimés pour 2050 selon différents scénarios d'émission de gaz à effet de serre sont consultables sur un site dédié publié par Météo-France en novembre 2022.

## Urbanisme

### Typologie
Au 1er janvier 2024, Luc-sur-Mer est catégorisée petite ville, selon la nouvelle grille communale de densité à 7 niveaux définie par l'Insee en 2022.
Elle appartient à l'unité urbaine de Luc-sur-Mer, une agglomération intra-départementale dont elle est ville-centre,. Par ailleurs la commune fait partie de l'aire d'attraction de Caen, dont elle est une commune de la couronne,. Cette aire, qui regroupe 296 communes, est catégorisée dans les aires de 200 000 à moins de 700 000 habitants,.
La commune, bordée par la baie de Seine, est également une commune littorale au sens de la loi du 3 janvier 1986, dite loi littoral. Des dispositions spécifiques d'urbanisme s'y appliquent dès lors afin de préserver les espaces naturels, les sites, les paysages et l'équilibre écologique du littoral, tel le principe d'inconstructibilité, en dehors des espaces urbanisés, sur la bande littorale des 100 mètres, ou plus si le plan local d'urbanisme le prévoit.

### Occupation des sols
L'occupation des sols de la commune, telle qu'elle ressort de la base de données européenne d'occupation biophysique des sols Corine Land Cover (CLC), est marquée par l'importance des territoires agricoles (56,4 % en 2018), en diminution par rapport à 1990 (61,8 %). La répartition détaillée en 2018 est la suivante : terres arables (50,5 %), zones urbanisées (41,5 %), prairies (5,9 %), zones humides côtières (2,1 %). L'évolution de l'occupation des sols de la commune et de ses infrastructures peut être observée sur les différentes représentations cartographiques du territoire : la carte de Cassini (XVIIIe siècle), la carte d'état-major (1820-1866) et les cartes ou photos aériennes de l'IGN pour la période actuelle (1950 à aujourd'hui).

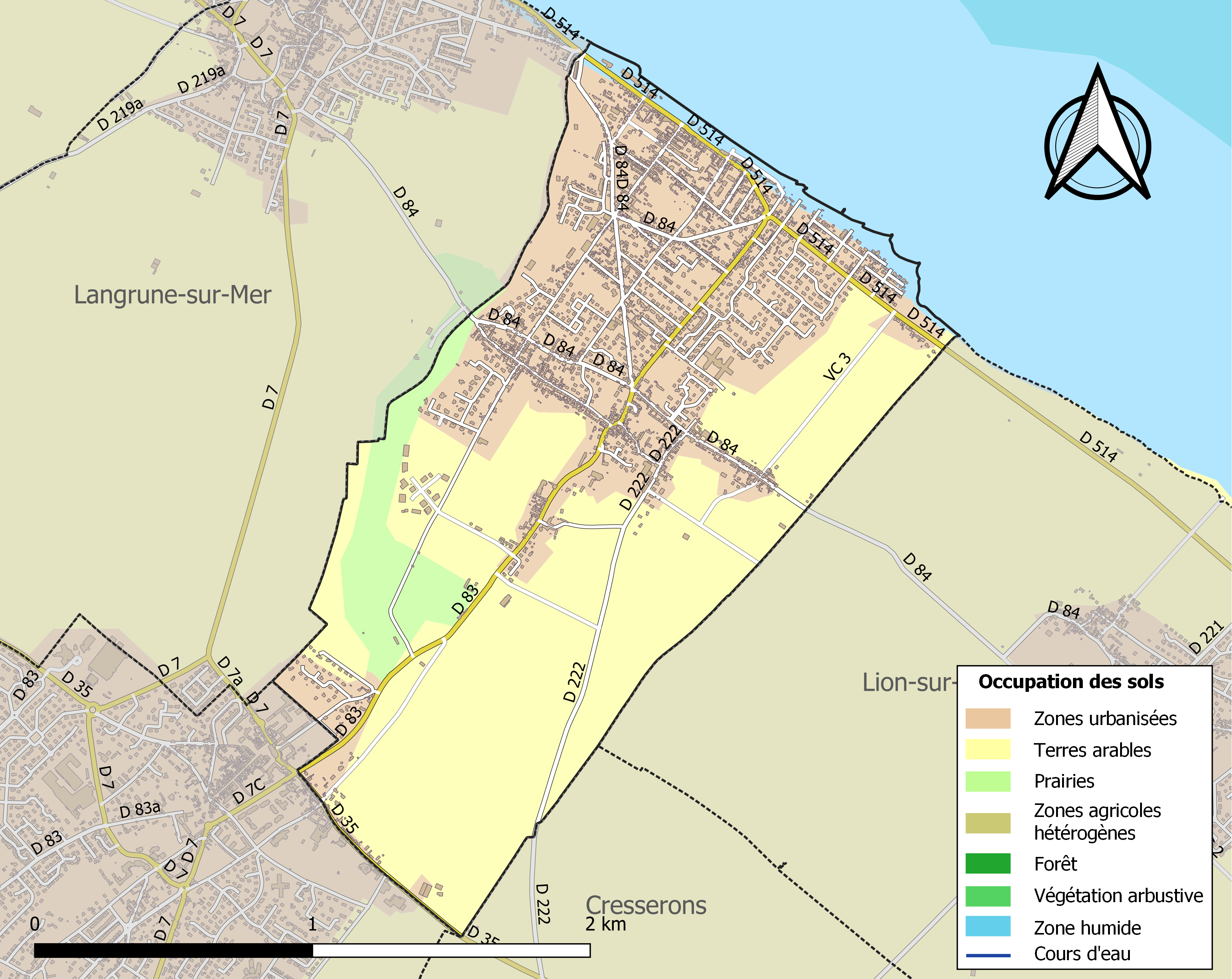
Carte des infrastructures et de l'occupation des sols de la commune en 2018 (CLC).

## Toponymie
Le nom de la localité est attesté sous la forme Lu en 1077 (charte de Saint-Étienne), Luques en 1675 (carte de Petite).
Ce toponyme serait issu de l'ancien français *luc, « bois », attesté sous la forme luz, terme issu du latin lucus, « bois sacré ».
Le gentilé est  Lutin.

## Histoire

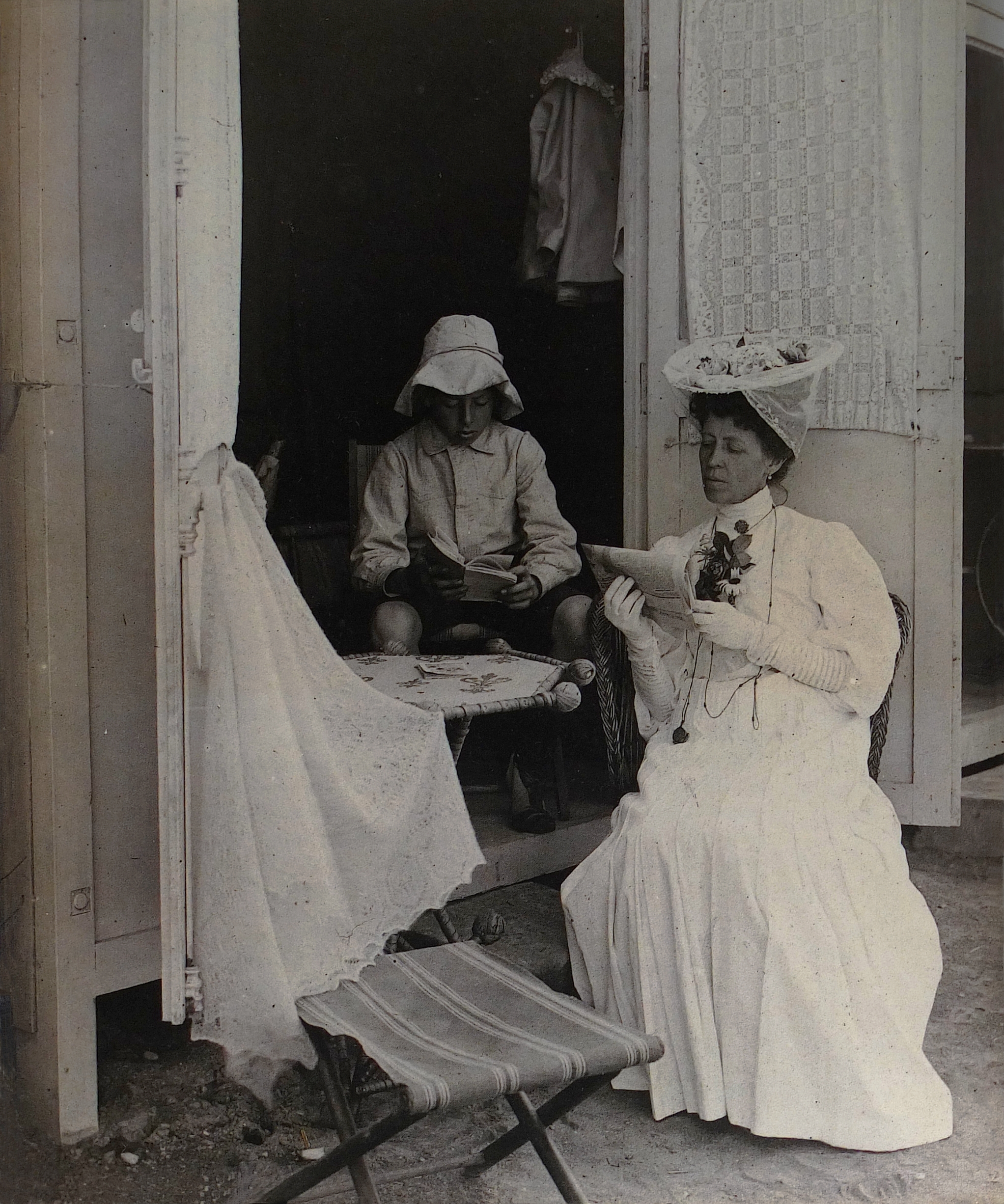
Edgar Audra : une cabane de plage à Luc-sur-Mer (1904, musée de Normandie).

Luc-sur-Mer a connu une occupation humaine dès le Néolithique, ainsi qu'en atteste le mobilier trouvé dans les deux premières décennies du XXe siècle par Edmond Hue, ancien maire de la commune et fondateur de la Société Préhistorique Française, dans le cadre de ses recherches le long du vallon du ruisseau du Luc : couteaux, lames, grattoirs, percuteurs et pierres de jet. De petite taille et très retouchés, ces outils préhistoriques témoignent, selon leur inventeur, de la rareté de la matière première (silex) sur le bord de mer. Il est vraisemblable que Luc fut un centre important d'occupation à l'époque romaine et Edmond Hue a mis au jour en 1905 un four à briques sur une coupe de la falaise à l'est de la Brèche du Corps de Garde.
Une nécropole mérovingienne a été découverte en février 1936, rue du Parc, comportant plusieurs sarcophages de pierre
Aux XVIIIe et XIXe siècles, Luc est une commune habitée par des cultivateurs et par des marins-pêcheurs et leurs matelots, ainsi qu'en témoigne la Monographie communale rédigée par l'instituteur de Luc-sur-Mer dans la dernière décennie du XIXe siècle. Réputée pour la fertilité de ses sols légèrement siliceux, que les engrais maritimes récoltés sur le rivage viennent enrichir, la commune pratique la culture maraichère et compte 252 exploitations agricoles à la fin du XIXe siècle. Les propriétés, très morcelées, sont de petite taille, atteignant à peine 10 ha pour les plus importantes. Au milieu du XIXe siècle, l'activité de la pêche bat son plein, avec près de 200 marins se livrant à la pêche au maquereau et au hareng. Les opérations de saurissage et de salaison qui en découlent occupent plus de 300 personnes. À cette période d'apogée, Luc compte 11 bateaux d'environ 400 tonneaux qui emploient 350 hommes d'équipage pour le trafic avec le port du Havre, principal débouché de la pêche lutine.
Le 1er janvier 1806 fut créée à Luc une manufacture de dentelles, placée sous la direction de deux institutrices, que devaient fréquenter toutes les filles de la commune pour y apprendre à lire, à écrire et à filer de la dentelle. En 1836, la commune compte 511 dentellières et fileuses. Au recensement de 1901, les dentellières et fileuses ont disparu.
Durant le XIXe siècle, Luc a participé à la défense côtière du Calvados. S'y trouvait en effet une redoute, dénommée le Fort de la Vigie, qui sera détruite en 1884. Cette redoute repoussa les assauts des Anglais de 1807 à 1815 mais fut impuissante face aux Prussiens qui réussirent à débarquer le 7 septembre 1815 et ne reprirent la mer qu'en février 1816.
Bien que située sur un terrain plat bien aéré, la commune sera ravagée par deux fois par le choléra, en 1832 et en 1849.
En 1839, Luc-sur-Mer cède le hameau de la Délivrande à la commune de Douvres (qui prendra en 1961 le nom de Douvres-la-Délivrande),.
Le village, à dominante agricole, se développe dans les terres à l'écart du littoral (actuel vieux Luc), à l'exception du hameau du Petit Enfer. À partir des années 1840, la mode des bains de mer se développe, ce qui fait de Luc la doyenne des stations balnéaires de la Côte de Nacre. Toutefois, Luc était fréquenté par l'aristocratie parisienne, les artistes et les familles anglaises dès 1820, qui le préférait à Dieppe, réservée aux bourgeois. Ce serait à George Brummel que Luc doit son premier établissement de bains chauds et de varech frais, fondé en 1859, en annexe au premier casino. La station balnéaire avait alors pour slogan :

« Le frais varech de Luc, tel un bain de jouvence,
Rajeunit le vieillard et fortifie l'enfance. »

À partir de 1875, Luc est connecté au réseau de chemin de fer par la ligne de Caen à la mer, qui part de la gare Saint-Martin au centre de Caen. Cette ligne est fermée au sortir de la Seconde Guerre mondiale.
Le matin du 15 janvier 1885, un douanier découvre sur les rivages de la côte de Nacre, à l'endroit dit la « Brèche du Moulin », une baleine (rorqual commun) de quarante tonnes et longue de dix-neuf mètres, qui s'était échouée pendant la nuit, sans doute victime d'une collision avec un navire. Dépecée et transportée à Caen, étudiée par le professeur Yves Delage, son squelette ne reviendra qu'en 1937 à la commune, qui le place sous un abri construit dans le parc municipal.
En juin 1944, la plage de Luc fait partie de Sword Beach, mais les récifs côtiers gênant le débarquement, l'essentiel des troupes affectées à Sword débarquera vers la Brèche d'Hermanville. En 1945, avec l'arrivée massive de Caennais sinistrés, la commune voit sa population doubler.

## Politique et administration

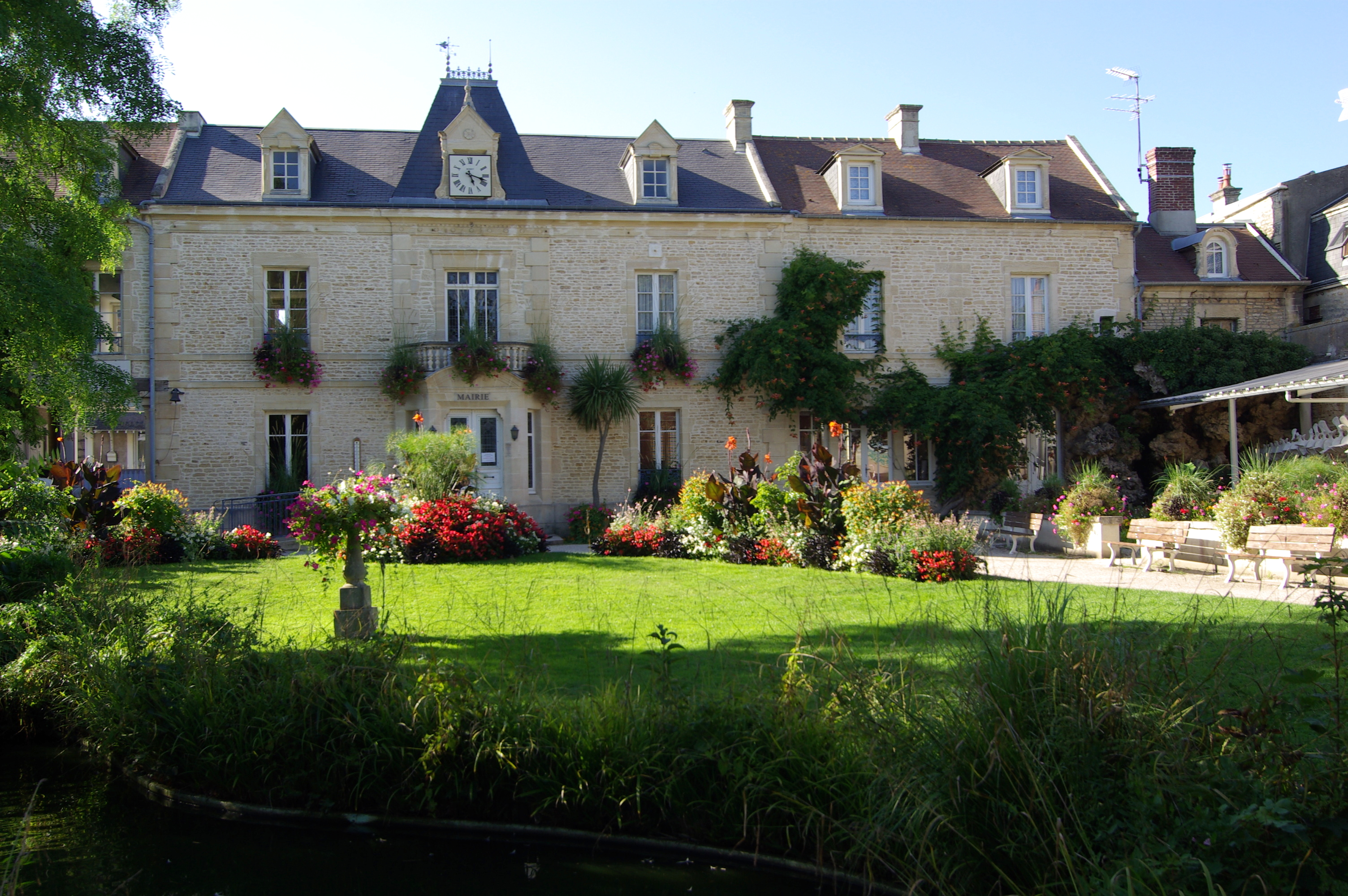
La mairie côté parc de la Baleine.

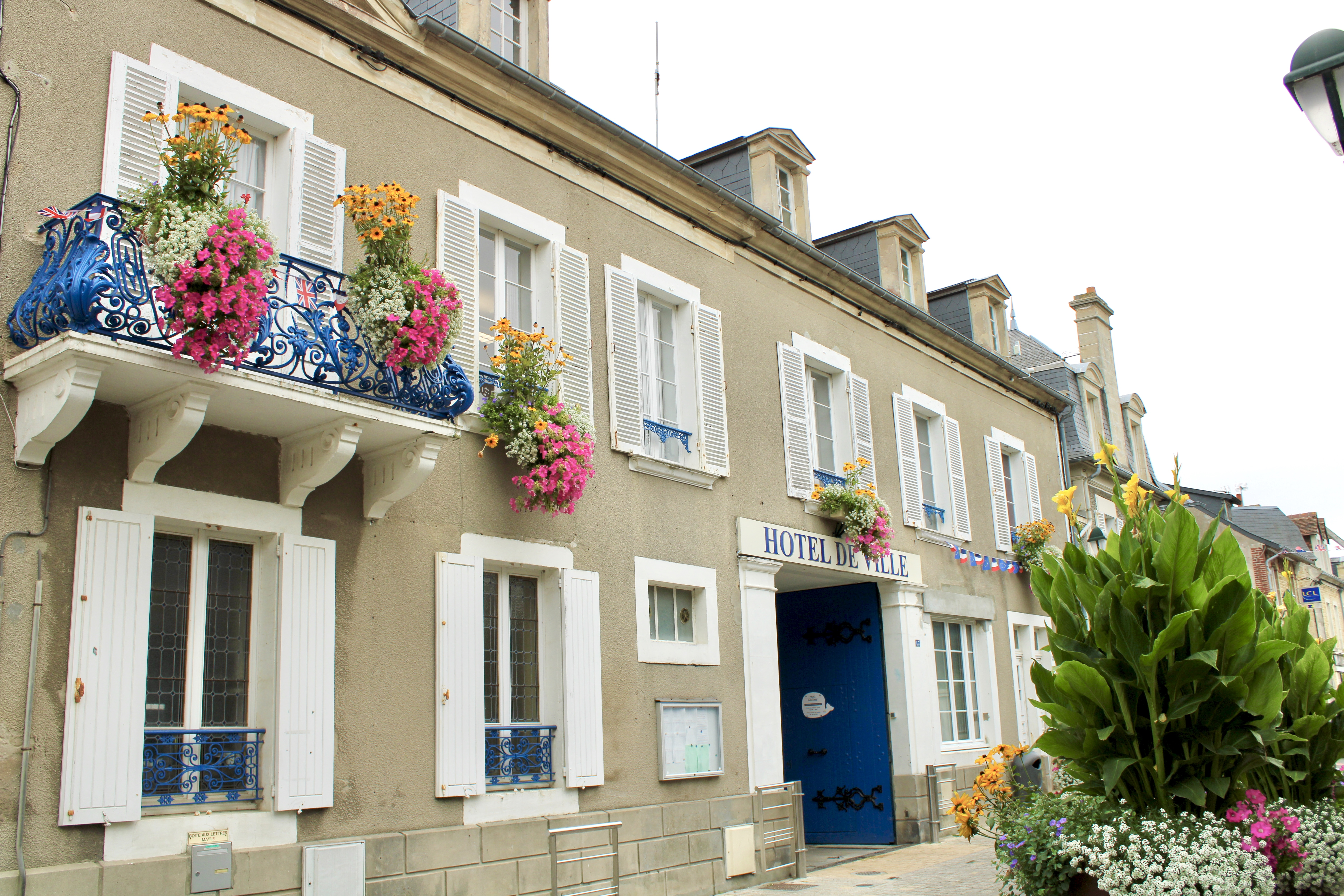
La mairie côté rue de la Mer.

### Liste des maires
| Période                                  | Période                   | Identité                      | Étiquette | Qualité |
| ---------------------------------------- | ------------------------- | ----------------------------- | --------- | --- |
| Les données manquantes sont à compléter. |                           |                               |           | |
| 1821                                     | 1852                      | Duval Vautier                 |           | |
| 1854                                     | 1865                      | Maximilien Pichon             |           | |
| 1870                                     | 1881                      | Abel Lemarchand               |           | |
| 1881                                     | 1887                      | Auguste Langlois              |           | |
| Les données manquantes sont à compléter. |                           |                               |           | |
| ?                                        | mai 1925                  | Jacques Tessel                |           | Médecin |
| mai 1925                                 | mai 1935                  | Daniel Lemanissier            |           | Avocat au Conseil d'État et à la Cour de Cassation                                                                                           |
| mai 1935                                 | mars 1965                 | Pierre Laurent                |           | Avocat, bâtonnier du barreau de Caen |
| mars 1965                                | mars 1989                 | Jean Chabriac (1918-1999)     | DVD       | Négociant Conseiller régional de Basse-Normandie Conseiller général de Douvres-la-Délivrande (1970 → 1988) Vice-président du conseil général |
| mars 1989                                | mars 2001                 | Christian Brac de La Perrière | DVD       | Officier de marine |
| mars 2001                                | avril 2014                | Patrick Laurent               | DVD       | Avocat |
| avril 2014                               | En cours (au 31 mai 2020) | Philippe Chanu (d)            | SE        | Directeur commercial Réélu pour le mandat 2020-2026                                                                                          |

Le conseil municipal est composé de vingt-trois membres dont le maire et six adjoints.

### Jumelages
- Mildenhall (Royaume-Uni) depuis 1993.
- Frickenhausen-sur-le-Main (Allemagne) depuis 1997.

## Population et société

### Démographie
L'évolution du nombre d'habitants est connue à travers les recensements de la population effectués dans la commune depuis 1793. Pour les communes de moins de 10 000 habitants, une enquête de recensement portant sur toute la population est réalisée tous les cinq ans, les populations de référence des années intermédiaires étant quant à elles estimées par interpolation ou extrapolation. Pour la commune, le premier recensement exhaustif entrant dans le cadre du nouveau dispositif a été réalisé en 2006.
En 2022, la commune comptait 3 295 habitants, en évolution de +3,55 % par rapport à 2016 (Calvados : +1,58 %, France hors Mayotte : +2,11 %).
| 1793 | 1800  | 1806  | 1821  | 1831  | 1836  | 1841  | 1846  | 1851  |
| ---- | ----- | ----- | ----- | ----- | ----- | ----- | ----- | ----- |
| 960  | 1 524 | 1 709 | 1 865 | 1 969 | 2 007 | 1 598 | 1 645 | 1 703 |

| 1856  | 1861  | 1866  | 1872  | 1876  | 1881  | 1886  | 1891  | 1896  |
| ----- | ----- | ----- | ----- | ----- | ----- | ----- | ----- | ----- |
| 1 620 | 1 580 | 1 563 | 1 520 | 1 468 | 1 450 | 1 406 | 1 277 | 1 286 |

| 1901  | 1906  | 1911  | 1921  | 1926  | 1931  | 1936  | 1946  | 1954  |
| ----- | ----- | ----- | ----- | ----- | ----- | ----- | ----- | ----- |
| 1 261 | 1 294 | 1 236 | 1 199 | 1 185 | 1 283 | 1 292 | 2 582 | 2 157 |

| 1962  | 1968  | 1975  | 1982  | 1990  | 1999  | 2006  | 2011  | 2016  |
| ----- | ----- | ----- | ----- | ----- | ----- | ----- | ----- | ----- |
| 1 931 | 1 976 | 2 392 | 2 609 | 2 902 | 3 036 | 3 186 | 3 065 | 3 182 |

| 2021  | 2022  | - | - | - | - | - | - | - |
| ----- | ----- | - | - | - | - | - | - | - |
| 3 268 | 3 295 | - | - | - | - | - | - | - |

Luc-sur-Mer est le pôle secondaire de l'unité urbaine de Douvres-la-Délivrande - Luc-sur-Mer, formée par les communes de Bernières-sur-Mer, Douvres-la-Délivrande, Langrune-sur-Mer, Luc-sur-Mer et Saint-Aubin-sur-Mer.

### Manifestations culturelles et festivités - Luc Animation
- Luc sur Mer Tribute Fest : tous les ans, ce festival de musique ouvre la saison estivale de la commune. Des Tributes Bands se succèdent sur scène devant près de 10 000 festivaliers (sur deux jours). Un rendez-vous désormais ancré chez les lutins.
- Noël en Lumière : Tous les ans, le Parc de la Baleine (Parc de l'Hôtel de Ville) se transforme pour devenir un lieu féerique. Illuminations, déambulations et village de noël font vivre le parc le temps d'un weekend.
- Festival de voltige aérienne : Il y a quelques années, en été, des démonstrations d'aéronefs civils et militaires étaient effectuées au-dessus de la mer. Cet événement a été créé en 1997 à l'initiative de la mairie et du casino.
- Un club de motos anciennes, le Rétro Moto Côte-de-Nacre, y a son siège et y organise chaque année plusieurs manifestations : le Tour du Calvados et un rallye-randonnée, toutes deux au printemps, et, une année sur deux à l'automne, un salon de motos anciennes.

## Économie et tourisme
Depuis janvier 2010, Luc-sur-Mer est dénommée « station balnéaire classée de tourisme ».
La commune est une ville fleurie (trois fleurs) au concours des villes et villages fleuris.

## Culture locale et patrimoine

### Lieux et monuments
- L'église Saint-Quentin est du XIXe siècle à l'exception de son clocher disjoint hérité de l'ancienne église et qui date du XIIe siècle. Ce clocher est classé au titre des monuments historiques[48].
- La croix du cimetière daterait de 1662. Elle fait l'objet d'un classement au titre des Monuments historiques[49].
- La chapelle Notre-Dame de l'Espérance (23, rue de la Mer), appelée aussi chapelle "des baigneurs"[50], a été édifiée dans le style néogothique sur l'emplacement d'une ancienne chapelle votive vers 1865 par l'abbé Pierre Frédéric Vengeon, curé de la paroisse de 1850 à 1883 et inhumé dans l'abside. Cette chapelle, rénovée en 1958, présente un mobilier contemporain original : une statue de la Vierge taillée dans une bûche de bois, due au ciseau de Lydia Luzanowski, artiste ukrainienne née à Kiev en 1899, qui fut présente à la bénédiction de son œuvre le 4 août 1959 ; un autel en pierre de Berchères[Note 4] conçu par Jean Ransart, une grille en fer forgé due au ferronnier Jacques Briand, ainsi que des vitraux abstraits réalisés en 1957 par le maître-verrier Gérard Lardeur[51],[52]. L'icône de la Vierge accrochée au pilier nord du transept est l'œuvre de Roger Blanchard, artiste-peintre qui s'installa dans la commune en 1995[Note 5].
- Les falaises de Luc-sur-Mer, site classé en 1976[5].
- Menhir de la Pierre de Luc, propriété de la Société préhistorique française.
- La jetée fut montée en 1971 venant de Ouistreham dans le prolongement du lieu appelé « Brèche Marais ».
- Un squelette de baleine, échouée sur la plage en limite de Luc-sur-Mer et Langrune-sur-Mer en janvier 1885[53], est exposé dans le parc municipal au musée de la « Maison de la Baleine »[54] depuis 1938[55].
- L'ancienne gare de la ligne Caen-Courseulles qui sert de brigade de gendarmerie lors de la période estivale et d'école de musique durant la période scolaire.
- Cinéma Le Drakkar de 1931.
- Casino de l'architecte caennais Auvray, inauguré en 1956.
- Château de Mathan, gravement endommagé pendant la Seconde Guerre mondiale et détruit peu après.
- Le Centre de recherches en environnement côtier dépend de l'université de Caen-Normandie. Après la mort, le 16 avril 1873, d'Arcisse de Caumont, sa veuve approuve le projet préparé par la faculté des sciences de transformer la villa d'Arcisse de Caumont à Luc-sur-Mer en laboratoire maritime. Les travaux d’aménagement sont réalisés pendant l'été 1881[55].

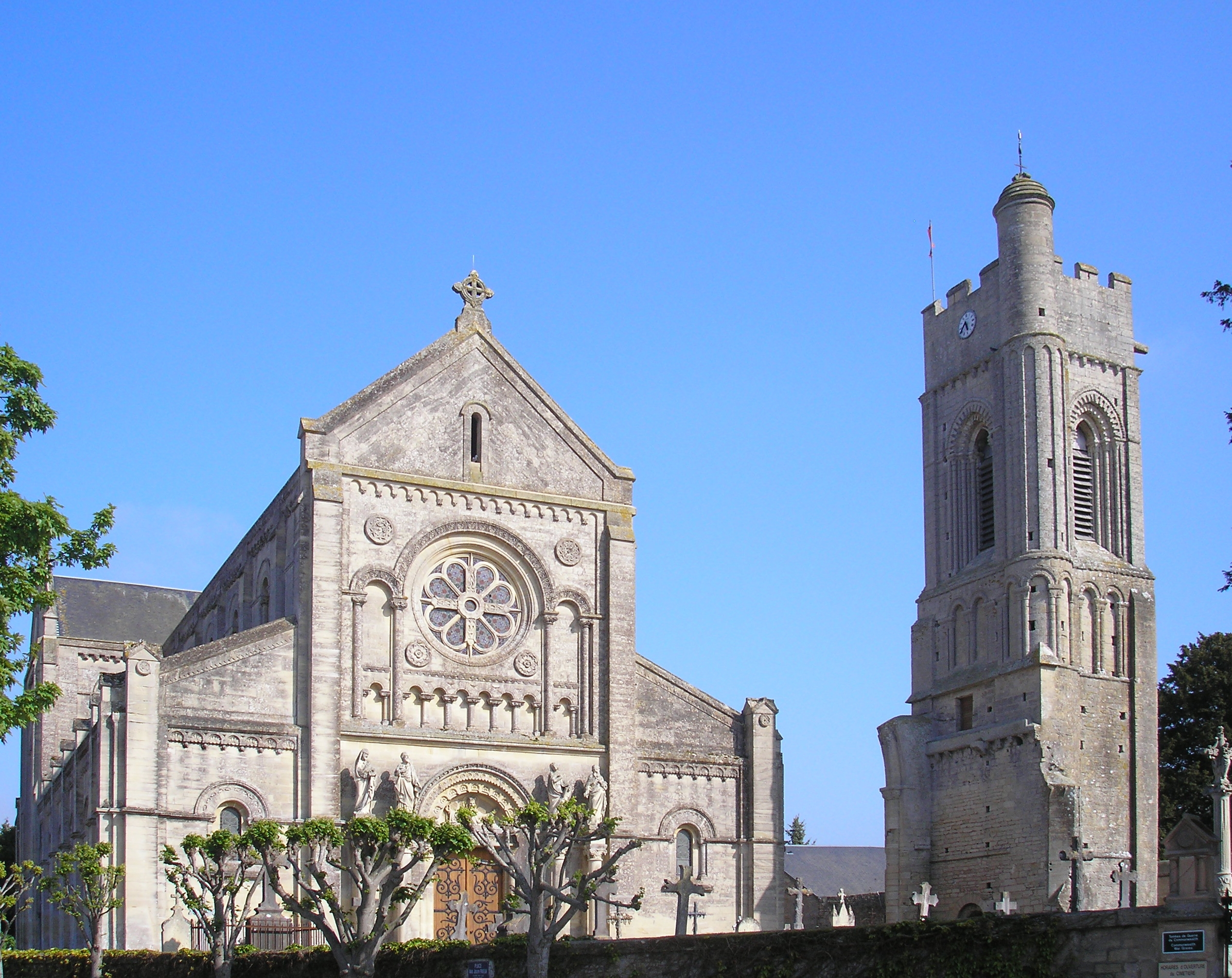
L'église Saint-Quentin.
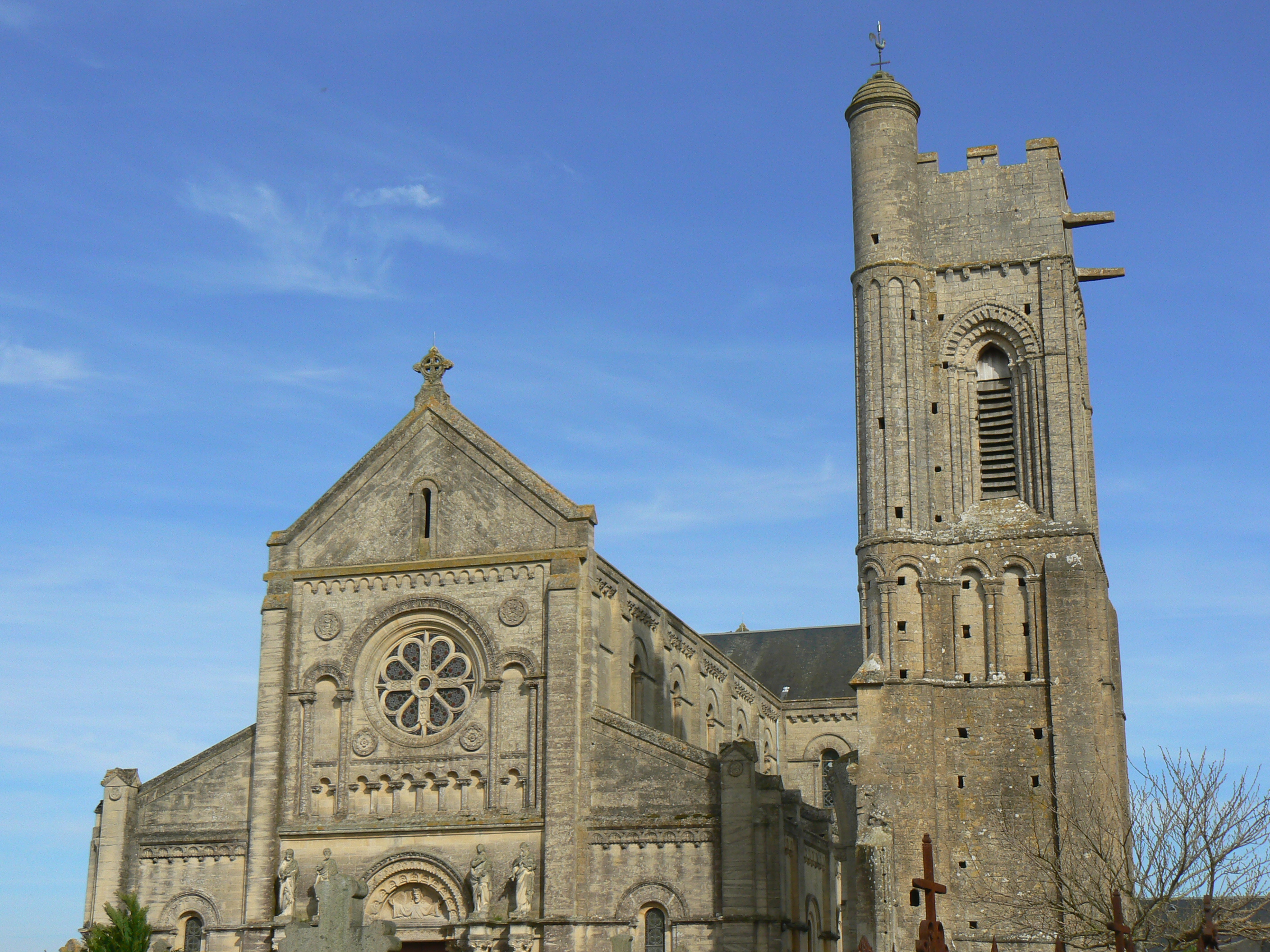
L'église Saint-Quentin.
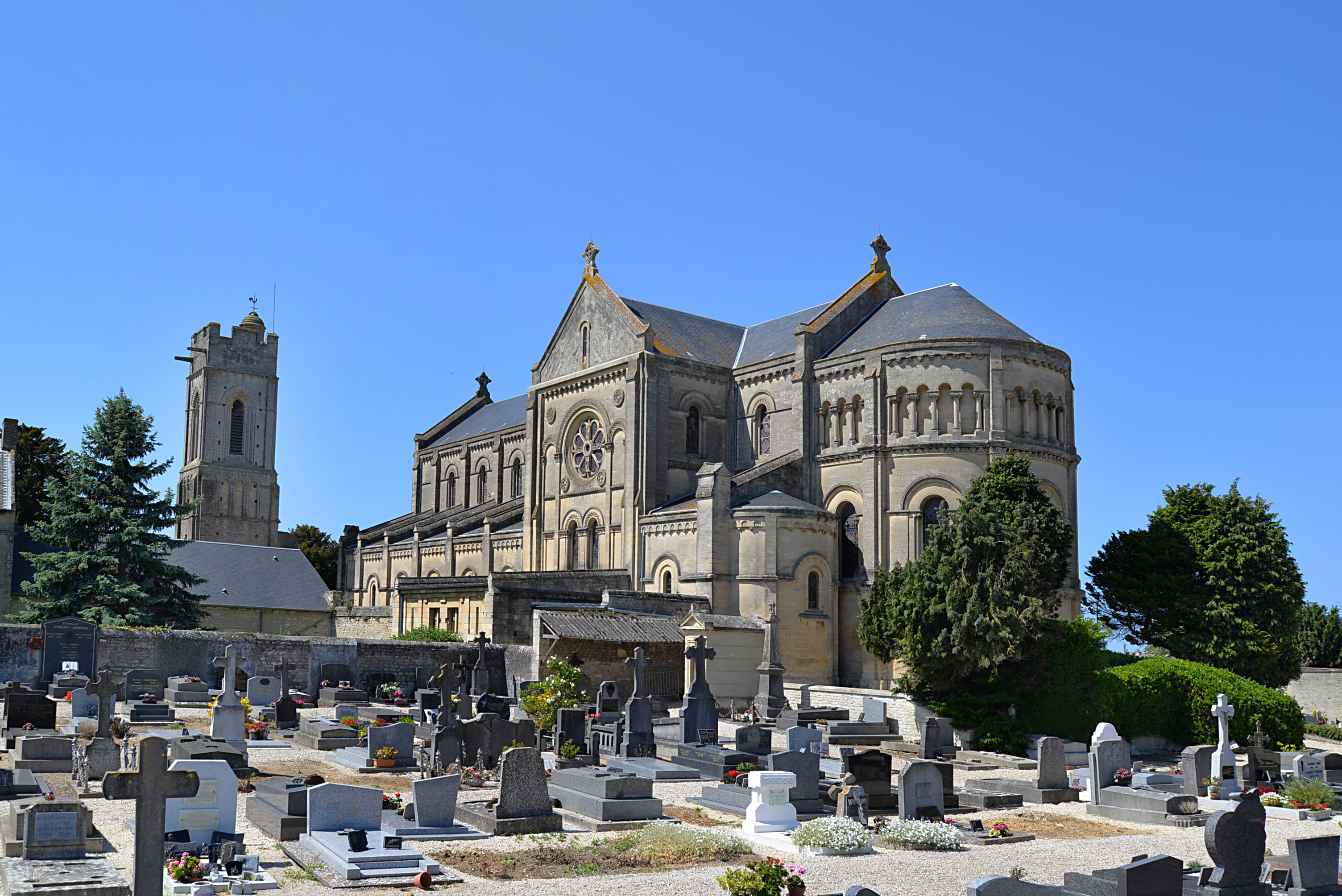
L'église Saint-Quentin. Vue sud-est.
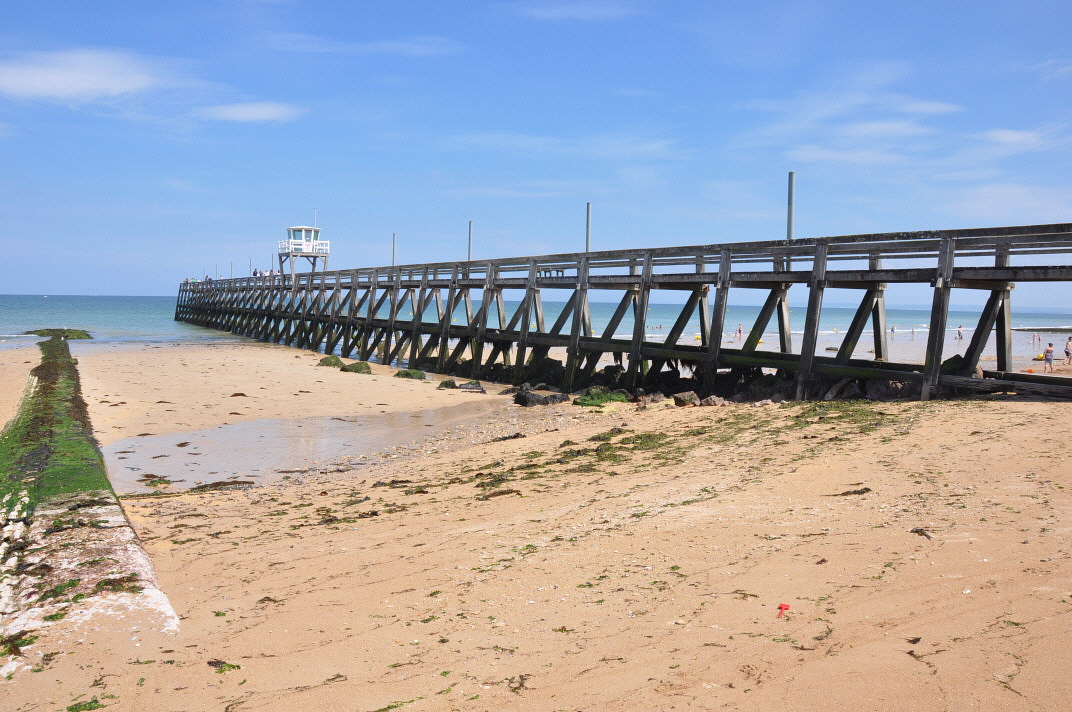
La jetée des pêcheurs.
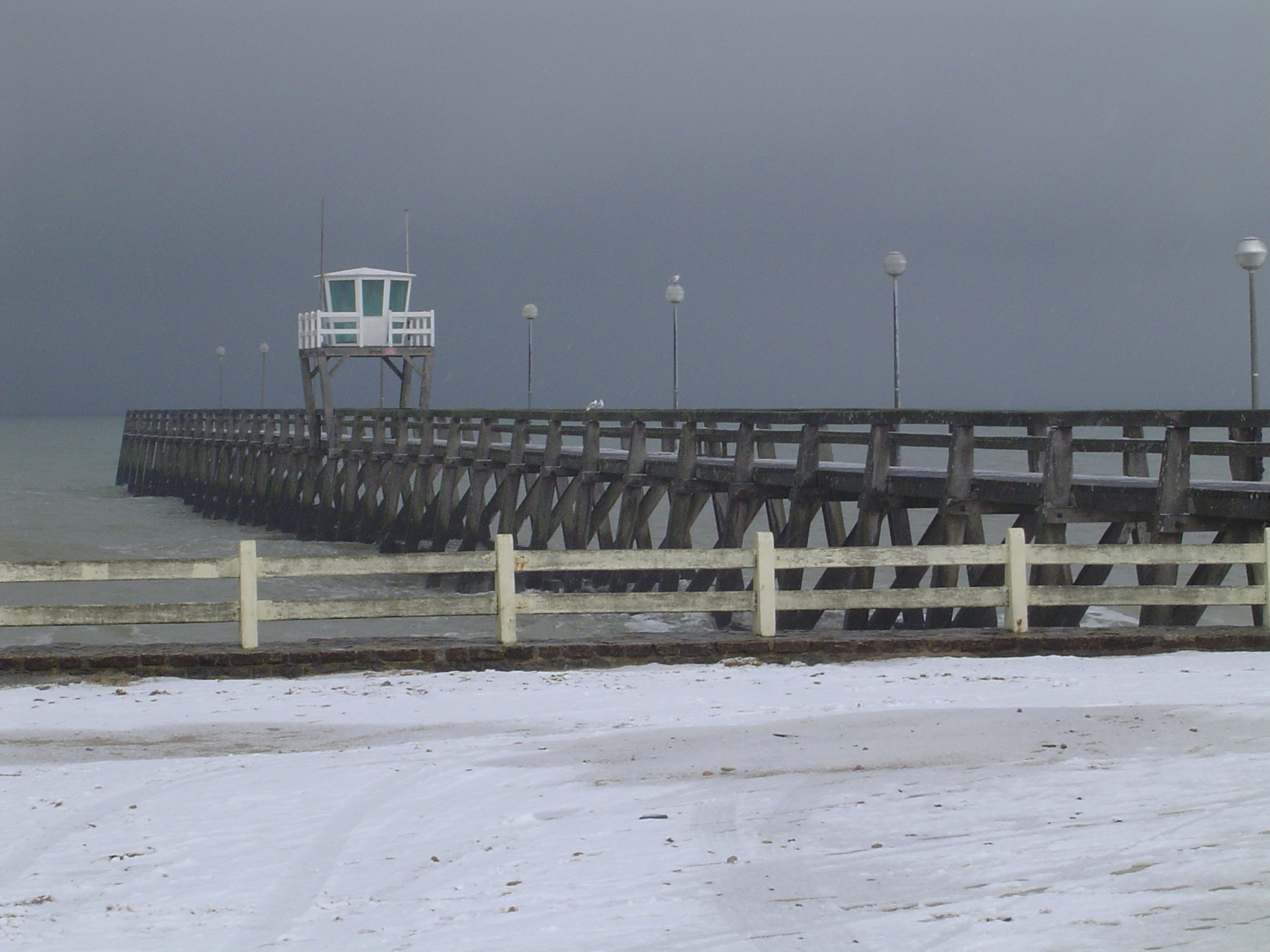
La jetée des pêcheurs en hiver.
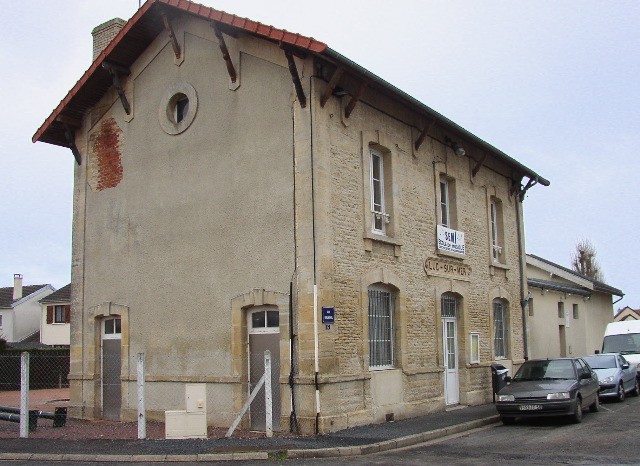
L'ancienne gare de Luc-sur-Mer.
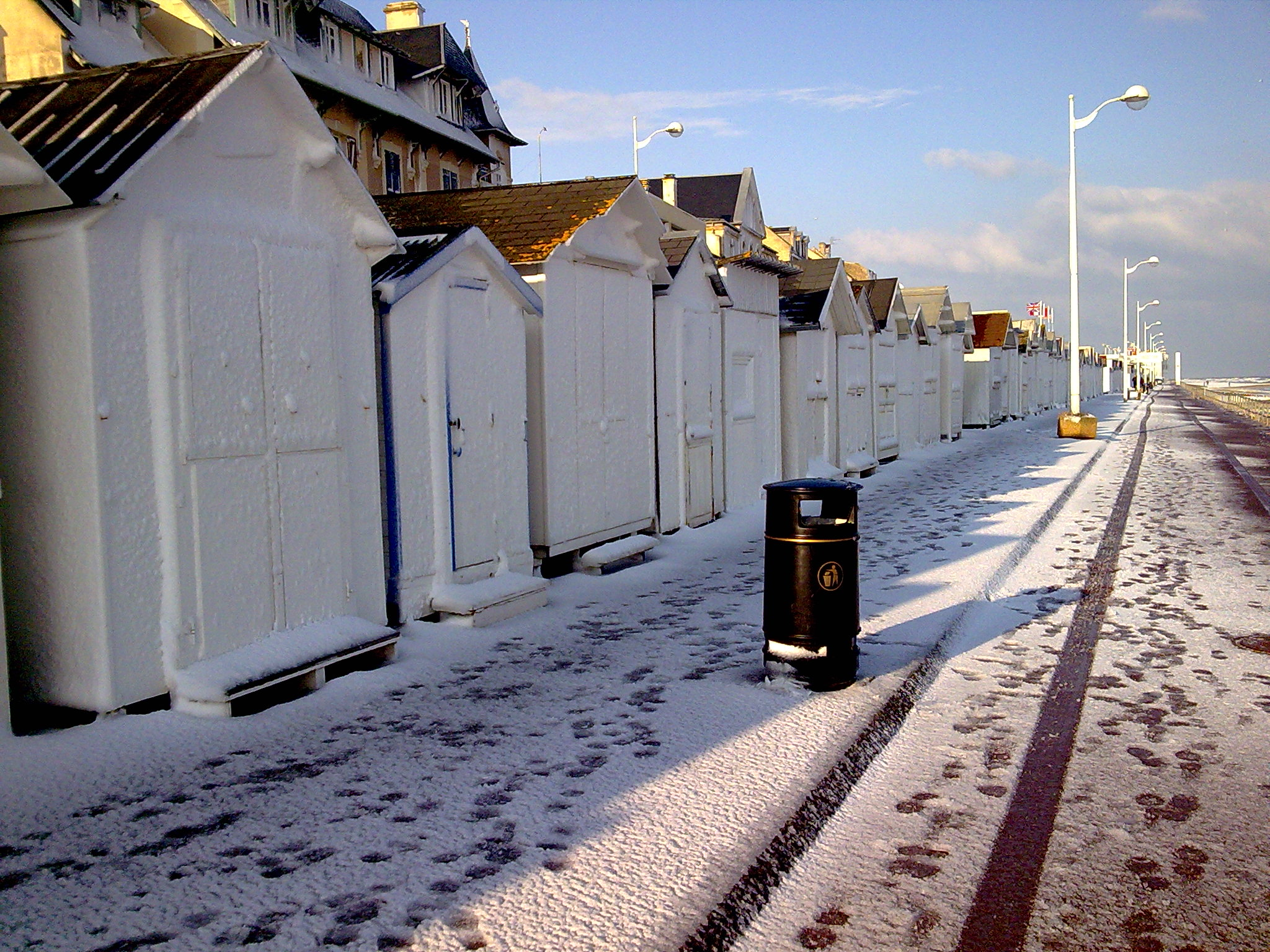
Les cabines sur la digue.
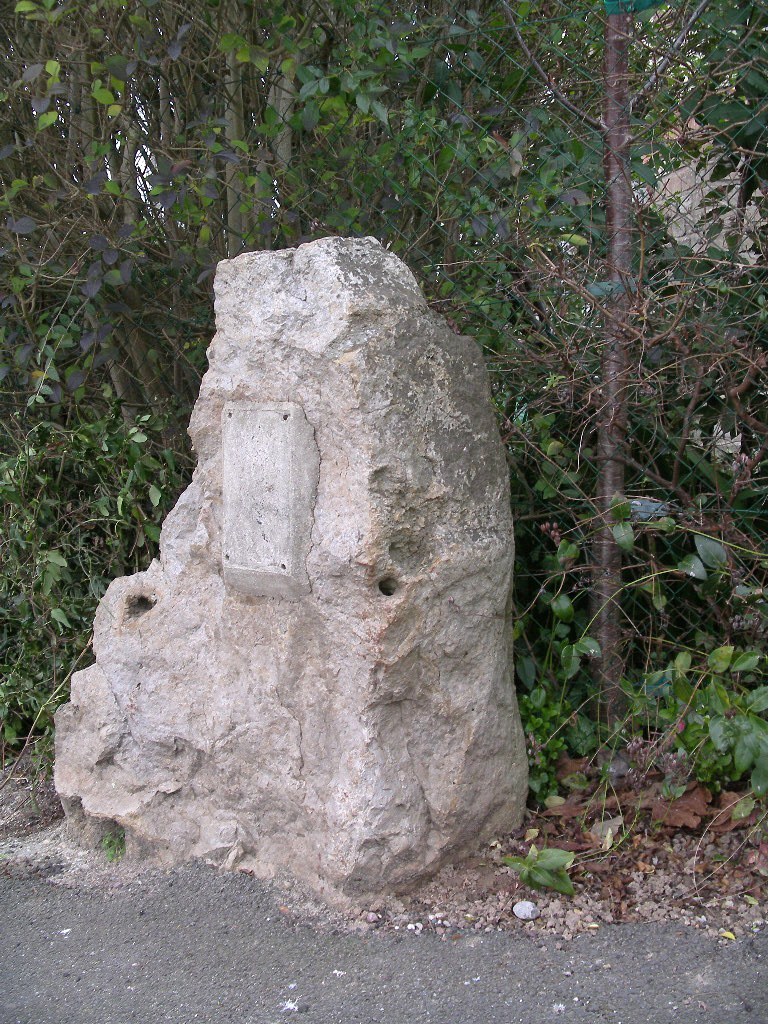
Le menhir.
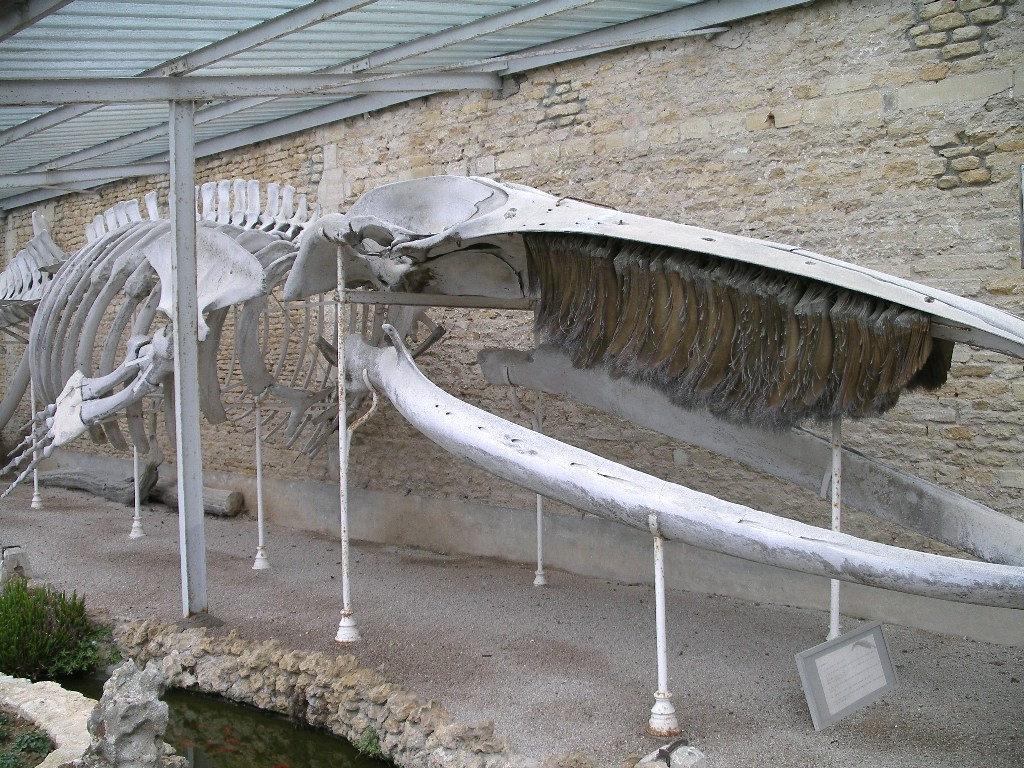
La baleine.
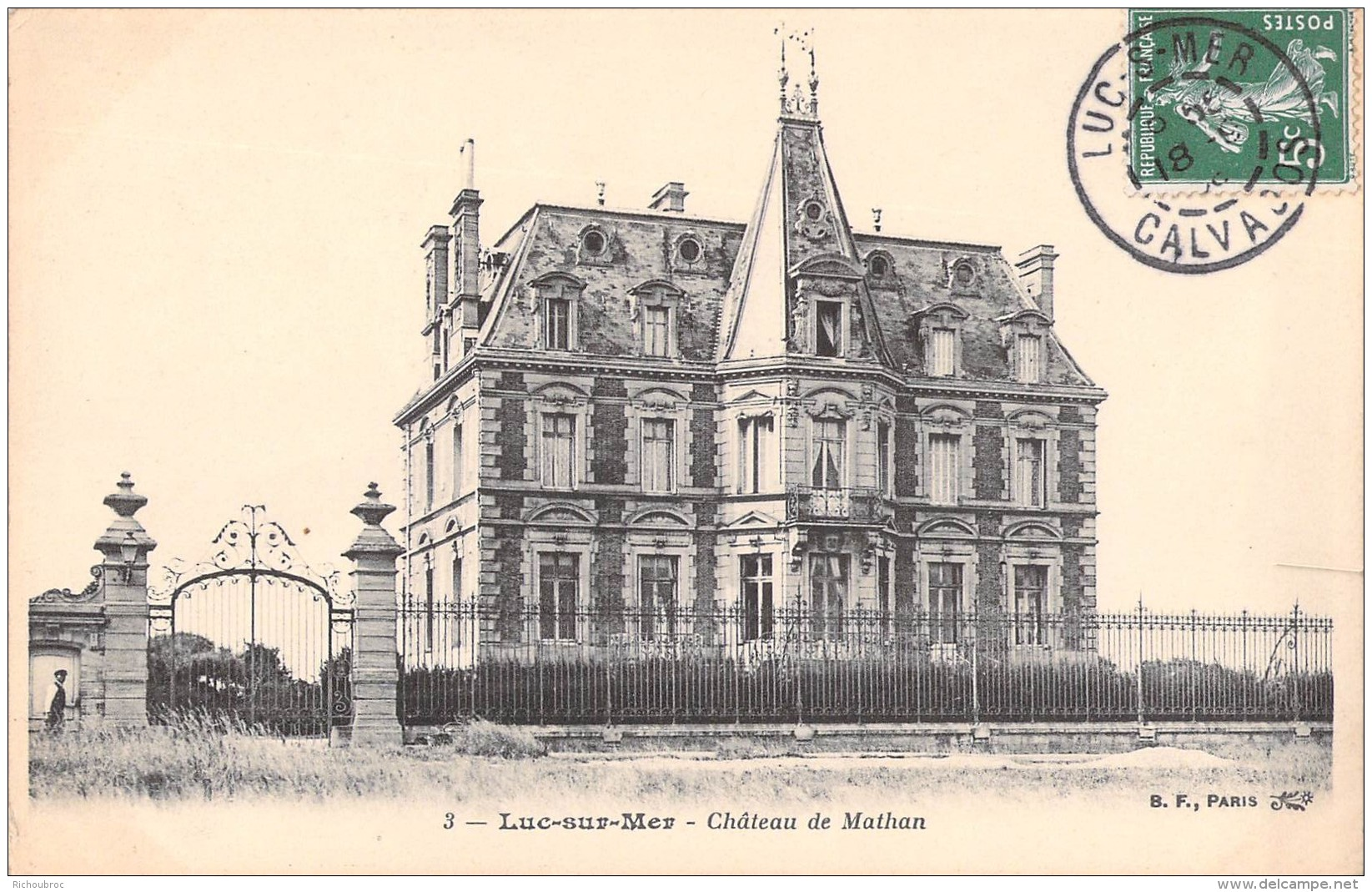
Le château de Mathan.

### Personnalités liées à la commune
- Xavier Deluc (1958-), acteur, tire son pseudonyme de Luc-sur-Mer qu'il apprécie particulièrement.
- Aurélien Wiik (1980-), acteur, y passa une partie de son enfance.

### Héraldique
| Armes de Luc-sur-Mer | Les armes de la commune de Luc-sur-Mer se blasonnent ainsi : Taillé : au 1er de gueules aux deux lions léopardés d'or passant l'un sur l'autre, soutenus et adextrés d'une lettre L capitale du même, au 2e d'azur au drakkar d'argent accompagné d'une coquille du même en pointe. Les deux lions léopardés d'or sur champ de gueules rappellent les armes de la Normandie. |

### Luc-sur-Mer dans les arts

#### Cinéma
- Gérard Depardieu, Jeanne Moreau et Patrick Dewaere mangent un plateau de fruits de mer au Salon de thé de la Digue sur la place de Petit-Enfer dans le film Les Valseuses de Bertrand Blier, sorti en 1974[57]. L'année précédente, cette séquence — pourtant courte — a nécessité trois jours de tournage[58].
- Patrick Dewaere plonge, nu, de la jetée sous les yeux de Brigitte Fossey et Jacques Dufilho dans le film Un mauvais fils de Claude Sautet, sorti en 1980.
- Adulte, le personnage principal — interprété par Jean Rochefort — du film Le Mari de la coiffeuse de Patrice Leconte, sorti en 1990, se souvient, qu'enfant — celui-ci étant interprété par Henry Hocking — sa mère l'obligeait à porter des slips de bain en laine sur la plage de Luc-sur-Mer[59].

#### Littérature
Dans le roman Au-dessous du volcan de Malcolm Lowry, paru en 1947, le héros Geoffrey Firmin, consul britannique, séjourna à Luc dans sa jeunesse.

### Luc-sur-Mer dans les sciences
La station marine du Centre régional d'études côtières (Université de Caen-Normandie) est installée à Luc-sur-Mer depuis 1880. Créée par le professeur de zoologie de l'Université de Caen Eugène Eudes-Deslongschamps dans la maison qu'avait habitée Arcisse de Caumont, l'un des fondateurs de l'archéologie moderne, elle remplit depuis sa double mission initiale de recherche et d'enseignement en biologie marine. 
Les spécialités que développe le CREC sont, au delà de la biologie, de physiologie et du comportement des organismes marins, sont la sédimentologie, l'hydrodynamique, la physico-chimie des eaux, la météorologie et plus généralement le fonctionnement biotique et abiotique des écosystèmes littoraux. Il est intégré dans plusieurs réseaux nationaux labellisés d'observation littorale.